# Alpaida utcuyacu
Alpaida utcuyacu là một loài nhện trong họ Araneidae.
Loài này thuộc chi Alpaida. Alpaida utcuyacu được Herbert Walter Levi miêu tả năm 1988.